# Jorge Lendeborg Jr.
Jorge David Lendeborg Jr. (Santo Domingo, 1996. január 21. –) dominikai színész.
Legismertebb alakítása Jason Ionello a 2017-es Pókember: Hazatérés és a 2019-es Pókember: Idegenben című filmekben. Az ŰrDongó című filmben is szerepelt.

## Fiatalkora
Santo Domingóban született, majd négy éves korában Miamiba (Florida állam) költözött.

## Pályafutása
Első nagyobb szerepe a 2016-os The Land című filmben volt. 2017-ben szerepelt a Pókember: Hazatérés, majd a folytatásban is. 2018-ban szerepelt a Kszi, Simon című filmben. Még ebben az évben szerepelt az ŰrDongó című filmben. 2019-ben az Alita: A harc angyala című filmben szerepelt.

## Filmográfia

### Filmek
| Év   | Magyar cím             | Eredeti cím               | Szerep                            | Magyar hang   |
| ---- | ---------------------- | ------------------------- | --------------------------------- | ------------- |
| 2016 |                        | The Land                  | Cisco                             |               |
| 2017 | Brigsby mackó          | Brigsby Bear              | Spencer                           | Gacsal Ádám   |
| 2017 | Pókember: Hazatérés    | Spider-Man: Homecoming    | Jason Ionello                     | Czető Roland  |
| 2017 |                        | Shot                      | Miguel                            |               |
| 2018 | Kszi, Simon            | Love, Simon               | Nick Eisner                       | Rada Bálint   |
| 2018 | ŰrDongó                | Bumblebee                 | Guillermo "Memo" Gutierrez        | Csiby Gergely |
| 2019 | Alita: A harc angyala  | Alita: Battle Angel       | Tanji                             | Jakab Márk    |
| 2019 | Pókember: Idegenben    | Spider-Man: Far From Home | Jason Ionello                     | Czető Roland  |
| 2020 |                        | Critical Thinking         | Ito Paniagua                      |               |
| 2021 | Mámor                  | Bliss                     | Arthur Wittle                     |               |
| 2021 |                        | Boogie                    | Richie                            |               |
| 2021 | Az éjszaka fogai       | Night Teeth               | Benny Perez                       | Gacsal Ádám   |
| 2022 | Amerikai mészárlás     | American Carnage          | JP                                | Czető Roland  |
| 2022 | Pókember: Nincs hazaút | Spider-Man: No Way Home   | Jason Ionello (vágatlan változat) | Czető Roland  |

### Televíziós szerepek
| Év   | Magyar cím                | Eredeti cím               | Szerep   | Megjegyzések   |
| ---- | ------------------------- | ------------------------- | -------- | -------------- |
| 2014 | Graceland – Ügynökjátszma | Graceland                 | Chihuaha | 1 epizód       |
| 2019 |                           | Wu-Tang: An American Saga | Jah Son  | mellékszereplő |